# چشمه‌سفید (ماهیدشت)
چشمه‌سفید روستایی در دهستان ماهیدشت بخش ماهیدشت شهرستان کرمانشاه استان کرمانشاه ایران است.

## جمعیت
بر پایه سرشماری عمومی نفوس و مسکن در سال ۱۳۹۵ جمعیت این روستا ۹۳۳ نفر (۳۰۰خانوار) بوده‌است.